# سیستم تحلیل رودخانه انجمن مهندسین ارتش آمریکا
سیستم تحلیل رودخانه انجمن مهندسین ارتش امریکا (HEC-RAS)، نرم‌افزاری است که به کاربر امکان انجام محاسبات هیدرولیک رودخانه در حالت جریان ماندگار و غیر ماندگار یک بعدی، مدل سازی انتقال رسوب - بستر متحرک و تحلیل دمای آب  را می‌دهد.